# Membri del Consiglio Grande e Generale della XXVI legislatura
I membri del Consiglio Grande e Generale della XXVI Legislatura sono i seguenti.
- Movimento dei Democratici di Centro
  - Giovanni Lonfernini
  - Pier Marino Mularoni

- Partito dei Socialisti e dei Democratici
  - Paride Andreoli
  - Fiorenzo Stolfi
  - Silvia Cecchetti
  - Marino Riccardi
  - Mauro Chiaruzzi
  - Germano De Biagi
  - Giuseppe Maria Morganti
  - Simone Celli
  - Claudio Felici
  - Paolo Crescentini
  - Federico Pedini Amati
  - Mirko Tomassoni
  - Alessandro Mancini
  - Denise Bronzetti
  - Stefano Macina
  - Iro Belluzzi
  - Alfredo Manzaroli
  - Giancarlo Capicchioni

- Sinistra Unita
  - Alessandro Rossi
  - Francesca Michelotti
  - Ivan Foschi
  - Enzo Colombini
  - Vanessa Muratori

- Alleanza Popolare
  - Antonella Mularoni
  - Valeria Ciavatta
  - Mario Lazzaro Venturini
  - Tito Masi
  - S.E.[1] Assunta Meloni
  - Roberto Giorgetti
  - Alberto Selva

- Lista della Libertà
  - Marco Arzilli
  - Augusto Casali
  - Maria Luisa Berti
  - Massimo Cenci

- P.D.C.S.-E.P.S.-A. e L.
  - Gian Carlo Venturini
  - Pasquale Valentini
  - Gabriele Gatti
  - Fabio Berardi
  - Claudio Podeschi
  - Marco Gatti
  - Gian Marco Marcucci
  - Clelio Galassi
  - Pier Marino Menicucci
  - Gianfranco Terenzi
  - Marco Conti
  - Giovanni Francesco Ugolini
  - Filippo Tamagnini
  - Claudio Muccioli
  - Italo Righi
  - Teodoro Lonfernini
  - Luigi Mazza
  - Oscar Mina
  - Nicola Selva
  - Edda Ceccoli
  - Francesco Mussoni
  - Alessandro Scarano

- Moderati Sammarinesi
  - Romeo Morri
  - Glauco Sansovini